# Gez
Gez – miejscowość i gmina we Francji, w regionie Oksytania, w departamencie Pireneje Wysokie.
Według danych na rok 1990 gminę zamieszkiwało 215 osób, a gęstość zaludnienia wynosiła 55 osób/km² (wśród 3020 gmin regionu Midi-Pyrénées Gez plasuje się na 848. miejscu pod względem liczby ludności, natomiast pod względem powierzchni na miejscu 1578.).